# Premios Eddie
Los Premios Eddie —conocidos también como American Cinema Editors Awards, ACE Awards o ACE Eddie Awards— es un galardón entregado por los Editores de Cine de Estados Unidos que reconoce a aquellos profesionales de la industria del cine «que han hecho significativas contribuciones para el avance de la producción cinematográfica».

## Historia
A partir de su fundación en 1950, la ACE realiza una cena anual con el fin de reconocer a los editores relacionados con la producción cinematográfica; en primera instancia se reconocía a los que estaban nominados para los Premios Óscar en la categoría mejor montaje, mientras que luego se anexó a los nominados en la misma categoría para televisión —cuando la NATAS inició la entrega del Premio Emmy a dicha categoría—; a partir de 1962, la ACE comienza a entregar sus propios premios, los que se conocen actualmente como Premios Eddie.

## Categorías
Los premios que se otorgan se reparten en tres grupos, con varias categorías cada una: tres en el apartado de cine y seis en el de televisión, además de la entrega de un premio honorífico. Las categorías son las siguientes:

### Premio honorífico
- Golden Eddie Award.

### Cine
- Mejor montaje para película dramática.
- Mejor montaje para película cómica o musical.
- Mejor montaje para película animada.

### Televisión
- Mejor montaje para serie de televisión de media hora.
- Mejor montaje para serie de televisión comercial de una hora.
- Mejor montaje para serie de televisión no comercial de una hora.
- Mejor montaje para miniserie o película para televisión.
- Mejor montaje para película documental.
- Mejor montaje para reality.